# Cyamops hotei
Cyamops hotei är en tvåvingeart som beskrevs av Masahiro Sueyoshi 2004. Cyamops hotei ingår i släktet Cyamops och familjen savflugor. Inga underarter finns listade i Catalogue of Life.